# Episodi di Nadia - Il mistero della pietra azzurra
Lista degli episodi di Nadia - Il mistero della pietra azzurra, serie televisiva anime prodotta nel 1989 da NHK, Toho e Korad. La serie deriva da un'idea di Hayao Miyazaki ed è stata diretta da Hideaki Anno. La trasmissione è avvenuta in 39 episodi sul canale televisivo NHK, dal 13 aprile 1990 al 12 aprile 1991.
In Italia i primi 15 episodi sono stati trasmessi dal 1º luglio al 2 agosto 1991 su Italia 1, ogni lunedì, mercoledì e venerdì alle ore 20:00. A causa dell'improvvisa sospensione della fascia preserale dedicata ai cartoni animati, la serie fu interrotta, ma riprese subito dopo nei programmi Ciao Ciao dell'ora di pranzo e I Cartonissimi, in onda su Italia 1 e Rete 4, che trasmisero il resto dell'anime entro settembre 1991. La serie ha subito alcuni tagli e censure ed è stato interamente saltato l'episodio 34. Nel 2003 la Yamato Video ha riproposto in DVD la versione integrale della serie con un nuovo doppiaggio, trasmesso anche in TV a partire dal 1º luglio 2010 dal canale satellitare Man-ga.
Le sigle originali di apertura, Blue Water, e di chiusura, Yes, I Will..., sono entrambe interpretate da Miho Morikawa. Quella italiana, invece, è cantata da Cristina D'Avena.

## Lista episodi
Il primo titolo italiano si riferisce all'edizione Fininvest, mentre il secondo alla versione Yamato Video.
| Nº | Titolo italiano (edizione Fininvest / edizione Yamato Video) Giapponese 「Kanji」 - Rōmaji | In onda           | In onda           |
| Nº | Titolo italiano (edizione Fininvest / edizione Yamato Video) Giapponese 「Kanji」 - Rōmaji | Giapponese        | Italiano          |
| 1  | La ragazza alla Torre Eiffel / La ragazza sulla Torre Eiffel 「エッフェル塔の少女」 - Efferu-tō no shōjo | 13 aprile 1990    | 1º luglio 1991    |
| 1  | Francia, 1889. Jean Luc Lartigue è un ragazzo di quattordici anni che sogna di diventare un grande inventore. Durante l'Esposizione Universale di Parigi, alla quale prende parte assieme allo zio, Jean incontra casualmente Nadia, un'acrobata circense della sua stessa età, e ne rimane colpito a prima vista sin da quando la vede passare in bicicletta assieme al suo leoncino King, trovandola tuttavia piuttosto restia a parlargli e taciturna, quasi triste. Nadia non ha voglia di esibirsi al circo, ma spronata dai gestori porta a termine il suo spettacolo, vista e applaudita calorosamente anche da Jean, che poi l'aiuta a sfuggire a Grandis, Hanson e Sanson, tre loschi individui che vogliono impossessarsi della pietra azzurra che lei porta al collo; i tre, però, tornano alla carica e rapiscono la ragazza. Jean insegue i malviventi con un ultraleggero di sua invenzione e riesce a liberare Nadia; la ragazza, però, ora che è inseguita non può più tornare al circo, e Jean le offre rifugio a casa propria, una fattoria a Le Havre dove vive assieme agli zii. |                   |                   |
| 2  | La piccola fuggiasca / I piccoli fuggiaschi 「小さな逃亡者」 - Chīsa na tōbōsha | 20 aprile 1990    | 3 luglio 1991     |
| 2  | Mentre navigano lungo la Senna diretti a Le Havre, Nadia confida a Jean che il suo più grande desiderio è tornare nella sua terra d'origine, che lei crede trovarsi da qualche parte in Africa; Jean le promette di aiutarla a realizzare il suo sogno. Grandis, Hanson e Sanson tornano all'attacco, ma i ragazzi riescono ancora una volta a sfuggire al trio grazie all'ingegno di Jean, che ha modificato la barca trasformandola in un aliscafo. Arrivati a Le Havre, dove la zia di Jean le fa capire di non voler ospitare una sconosciuta a casa sua, Jean mostra a Nadia il prototipo di un aeroplano da lui realizzato per potersi mettere in cerca del padre, che lui sapeva essere disperso in mare. Grandis, Sanson e Hanson tentano l'ennesimo attacco, e i ragazzi fuggono a bordo dell'aeroplano; l'apparecchio, tuttavia, è difettoso e dopo una fuga rocambolesca Jean, Nadia e King, sono costretti ad un ammaraggio d'emergenza. |                   |                   |
| 3  | I mostri marini / Il mostro marino 「謎の大海獣」 - Nazo no taikaijū | 27 aprile 1990    | 5 luglio 1991     |
| 3  | Jean, Nadia e King si trovano nel bel mezzo del mare aperto e vengono raccolti dalla Abraham, una nave da guerra americana, a bordo della quale conoscono il simpatico Ayrton, uno scienziato che sostiene di essere un conte e rivela loro che la missione della Abraham è catturare i mostri marini che da un po' di tempo attaccano le navi in tutto il mondo. Grandis, Hanson e Sanson attaccano la Abraham, ma i potenti cannoni da guerra del vascello non tardano a ridurre alla ragione i tre malfattori, che vengono così catturati. Quella notte, la nave intercetta un mostro marino, ma Nadia, molto sensibile a causa del suo grande amore per gli animali, interferisce con le decisioni del capitano e la creatura si inabissa prima che vi sia tempo di organizzare un attacco; il capitano, indispettito, allontana i ragazzi dal ponte. Qualche ora dopo, il mostro marino ricompare e sperona violentemente la nave, danneggiandola e facendo precipitare in mare i tre amici. |                   |                   |
| 4  | Il sottomarino Nautilus / Il Nautilus 「万能潜水艦ノーチラス号」 - Bannou sensuikan nochirasu gou | 4 maggio 1990     | 8 luglio 1991     |
| 4  | Jean, Nadia e King vengono ripescati dal Nautilus, un sofisticatissimo sottomarino comandato dal misterioso capitano Nemo. I ragazzi vengono accolti dal primo ufficiale, una donna di nome Electra che spiega loro che il Nautilus è impegnato a dare la caccia ad un misterioso nemico e quindi per il momento non possono riportarli a terra, rinchiudendoli in una piccola stanza munita di letti e doccia da cui Jean dopo pochi giorni prova ad uscire, inerpicandosi nei condotti dell'aria condizionata e provando a muoversi a gattoni attraverso gli stessi. Il Nautilus individua il bersaglio in questione, un sottomarino nemico che è il vero responsabile dell'attacco alla nave, e il capitano Nemo dà ordine di seguirlo a distanza in modo da scoprirne il porto base. Il Nautilus spegne tutti i motori per non essere individuato, ma la copertura salta a causa dell'avventatezza di Jean e il Nautilus viene bombardato; il sottomarino riporta solo danni lievi, ma il nemico riesce a dileguarsi. Tornata la calma, Electra riconsegna a Jean il suo aeroplano, riparato e convertito in idrovolante, più una scorta di provviste, e indirizza i ragazzi verso un'isola dove potranno trovare un trasporto per la Francia. |                   |                   |
| 5  | La piccola Marie / L'isola di Marie 「マリーの島」 - Marii no shima | 11 maggio 1990    | 10 luglio 1991    |
| 5  | I tre amici sorvolano un'isola, ma vengono abbattuti da una contraerea e precipitano a terra, dove Nadia inizialmente, non trovando il suo compagno d'avventure, teme il peggio ma poi scopre che non è accaduto nulla di grave. Jean, Nadia e King si avventurano sull'isola, ignari del fatto che anche Grandis, Hanson e Sanson si trovano lì e stanno architettando l'ennesimo tentativo di impadronirsi della pietra azzurra; i tre malviventi vengono tuttavia catturati da una pattuglia di soldati mascherati. Jean, Nadia e King trovano lungo un sentiero i corpi di un uomo, una donna e il loro cane uccisi a colpi di fucile; solo la figlioletta della coppia è sopravvissuta, grazie alla madre che le ha fatto da scudo con il proprio corpo. Nadia e Jean prendono con loro la bambina, il cui nome è Marie; la piccola, inconsapevole di quanto accaduto ai suoi genitori, porta i ragazzi al villaggio in cui vive e racconta loro che il padre lavorava presso una centrale termoelettrica nel cuore dell'isola. Jean intuisce che essa appartiene alle stesse persone che hanno cercato di eliminarli e che hanno catturato Grandis e i suoi uomini. In quel momento, i soldati, che hanno ritrovato la carcassa dell'aereo dei ragazzi e hanno scoperto che l'apparecchio era stato equipaggiato con la tecnologia del Nautilus, attaccano il villaggio e circondano la casetta in cui i ragazzi avevano trovato rifugio, ma loro riescono a scappare e a portare Marie con loro. Grandis, Hanson e Sanson, interrogati dai soldati, svelano di essere sulle tracce della pietra azzurra; il capo dei militari, finora convinto di aver a che fare con semplici intrusi, appare molto colpito e dà l'ordine di prendere Nadia viva. I ragazzi passano la notte in una caverna, un nascondiglio nel bosco sempre suggerito da Marie, e il mattino dopo rendono omaggio alle spoglie dei genitori di Marie, che Jean ha seppellito mentre la bambina dormiva; Marie, a questo punto, capisce che i suoi genitori sono morti e piange disperata tra le braccia di Nadia. |                   |                   |
| 6  | Dentro la base segreta / La fortezza sull'isola perduta 「孤島の要塞」 - Kotou no yousai | 18 maggio 1990    | 12 luglio 1991    |
| 6  | Jean, con l'aiuto di Marie, realizza una rudimentale mappa dell'isola per raggiungere il porto; durante la sua perlustrazione, il ragazzo avvista alcuni soldati e ascolta i loro discorsi, scoprendo che il loro obiettivo è Nadia. Arrivato al porto, Jean assiste inorridito all'uccisione di alcuni prigionieri che stavano tentando di lasciare l'isola. Il mattino dopo, Jean decide di infiltrarsi nella base dell'organizzazione per cercare altri prigionieri e tentare di salvarli. Marie, che insieme a King stava perlustrando un prato fiorito fuori dalla grotta, viene catturata dai soldati; seguendoli, Jean e Nadia arrivano alla base, costituita da una miniera di carbone in cui gli isolani sono costretti a lavorare e da un grande lago con al centro uno strano edificio simile alla Torre di Babele; i ragazzi scoprono inoltre che l'organizzazione si fa chiamare "Neo Atlantide". L'obiettivo di Neo Atlantide sembra essere l'attivazione di un dispositivo in oricalco che conferirebbe loro potere sufficiente a conquistare il mondo; improvvisamente, il dispositivo si attiva ed anche la pietra azzurra di Nadia inizia ad emanare un bagliore così intenso che i soldati scoprono i ragazzi, circondandoli e intrappolandoli. Nadia, sapendo che Neo Atlantide la vuole viva, per salvare Jean affida la pietra azzurra all'amico e dopo essersi allontanata un po' da lui si lascia catturare dai soldati. |                   |                   |
| 7  | La torre di Babele / La torre di Babele 「バベルの塔」 - Baberu no tou | 25 maggio 1990    | 15 luglio 1991    |
| 7  | All'interno della base Gargoyle, il misterioso capo di Neo Atlantide, vuole la pietra azzurra di Nadia e sottopone la ragazza ad uno spietato interrogatorio; Nadia, inizialmente, mente a Gargoyle sostenendo di aver gettato in mare l'oggetto, ma l'uomo ha preso in ostaggio Marie e King e alla fine Nadia è costretta a confessare di aver affidato la pietra azzurra a Jean. Nadia viene imprigionata, ma stranamente gli uomini di Neo Atlantide sembrano avere molto riguardo verso di lei, rivolgendosi alla ragazza come alla loro "principessa" e concedendole di riabbracciare Marie in uno splendido giardino fatto di alberi, fiori e piante ricreati artificialmente e dalla durata eterna. Jean, frattanto, dopo aver passato la nottata nascosto in uno dei carri della miniera, si imbatte in Grandis, Hanson e Sanson, riusciti a liberarsi dalle prigioni di Neo Atlantide, e si allea temporaneamente con loro per fermare i piani dell'organizzazione. Gargoyle conduce Nadia in giro per la base e le svela che l'edificio, la Torre di Babele, è una potentissima arma alimentata da energia termoelettrica in grado di vaporizzare intere città ed è stata creata utilizzando le antiche tecnologie della civiltà perduta di Atlantide. Il collaudo avviene quella sera stessa: con un solo colpo, la torre di Babele fa esplodere un'intera isola sotto gli occhi inorriditi dei protagonisti. Al largo dell'isola, anche il capitano Nemo, dal Nautilus, assiste alla terribile prova e, sgomento, dichiara che Gargoyle è riuscito nel suo intento: la torre di Babele è operativa. |                   |                   |
| 8  | La liberazione di Nadia / Il salvataggio di Nadia 「ナディア救出作戦」 - Nadia Kyūshutsusakusen | 1º giugno 1990    | 17 luglio 1991    |
| 8  | Jean, Grandis, Hanson e Sanson decidono di provocare un black-out in modo da disattivare la base e riuscire a liberare Nadia. I quattro riescono a manomettere l'impianto di raffreddamento della centrale, ma Gargoyle lancia un ultimatum: se Jean non si consegnerà assieme alla pietra azzurra entro un'ora, Nadia, Marie e King verranno uccisi uno dopo l'altro. Grandis e Sanson, travestiti da soldati Neo Atlantidei, fingono di catturare Jean e lo portano al cospetto di Gargoyle. Hanson, approfittando della confusione provocata dal black-out, fa irruzione con il "Gratan", il carrarmato multifunzione utilizzato da Grandis e i suoi, e libera Nadia, Marie e King, ma la fuga viene interrotta dai Neo Atlantidei; la situazione è disperata, ma l'arrivo del Nautilus ribalta le sorti dello scontro. Gargoyle dà ordine di azionare la torre di Babele, ma l'arma finisce fuori controllo a causa della mancanza di un componente essenziale, ossia la pietra azzurra di Nadia, e l'intera base viene distrutta. Mentre il Nautilus si allontana portando in salvo Jean, Nadia e gli altri, Gargoyle, fuggito a bordo di un dirigibile, osserva che l'importante è che Nemo non abbia scoperto il vero segreto di Neo Atlantide e uccide a sangue freddo il comandante del suo esercito, responsabile di aver permesso la distruzione della torre di Babele. |                   |                   |
| 9  | Il segreto di capitan Nemo / Il segreto di Nemo 「ネモの秘密」 - Nemo no himitsu | 8 giugno 1990     | 19 luglio 1991    |
| 9  | In seguito alla distruzione della base di Neo Atlantide, Jean e gli altri vengono presi a bordo del Nautilus, ma viene loro proibito di aggirarsi liberamente per il sottomarino. Grandis, ricoverata in infermeria a causa di un raffreddore, viene visitata dal capitano Nemo e se ne innamora così perdutamente da decidere di lasciar perdere la caccia alla pietra azzurra. Jean, Nadia e Marie incontrano per la prima volta il capitano: questi riconosce la pietra azzurra e pare rendersi conto della vera identità di Nadia, ma non rivela nulla e si limita a ricordare ai ragazzi che non è loro permesso visitare il Nautilus. Più tardi durante la notte, ritiratosi nella propria cabina, Nemo si mette a suonare all'organo e la melodia del capitano sconvolge profondamente Nadia, che riconosce nella musica qualcosa di famigliare che le fa pensare ai propri genitori: portandola in una sorta di stato di trance, si alza dal suo letto per incamminarsi verso la fonte di quella melodia, salvo essere poi stoppata da Electra proprio davanti alla porta della cabina del capitano. |                   |                   |
| 10 | La grande impresa del Retan / Gratan in azione 「グラタンの活躍」 - Guratan no katsuyaku | 15 giugno 1990    | 22 luglio 1991    |
| 10 | Il capitano Nemo assegna a Nadia e Jean cabine separate e ciò crea alcune tensioni fra i due ragazzi. Il Nautilus riprende la caccia a Gargoyle, ma quest'ultimo tende una trappola al sottomarino, che finisce bloccato in un campo di mine marine; il Nautilus ha soltanto poche ore di tempo prima che le correnti marine si intensifichino e provochino l'esplosione degli ordigni. Jean, Sanson e Hanson si avventurano così all'esterno a bordo del Gratan per rimuovere le mine; il Gratan non è progettato per sopportare l'altissima pressione delle profondità marine e la pericolosa missione rischia di fallire, ma grazie all'aiuto e all'incoraggiamento di tutti, il piccolo sommergibile riesce nell'intento e il Nautilus è salvo. Jean, Sanson e Hanson, al sicuro sul ponte del Nautilus, pur sostenendo di non voler più ripetere una cosa simile si lasciano andare ad una gran risata: è nata un'amicizia. |                   |                   |
| 11 | Nuove reclute del Nautilus / Nuove reclute sul Nautilus 「ノーチラス号の新入生」 - Nochirasu-gō no shinnyūsei | 22 giugno 1990    | 24 luglio 1991    |
| 11 | Il capitano Nemo decide di accogliere a bordo Jean e gli altri come reclute nonostante le perplessità di Electra. Jean, Hanson e Sanson vengono istruiti sulle caratteristiche del Nautilus, mentre Grandis e Nadia sono assegnate alla cucina, dove la prima si destreggia piuttosto bene preparando svariate pietanze mentre la seconda non fa altro che procurarsi dei tagli a tutte le dita; i protagonisti hanno così modo di ammirare l'incredibile tecnologia del sottomarino, ma anche in questa circostanza non viene loro concesso di conoscerne i segreti. Jean trova casualmente la sala macchine, ma viene sorpreso dal capitano Nemo; quest'ultimo, anziché contrariarsi, spiega a Jean il funzionamento del motore, che si basa sulla tecnologia dell'antimateria, ma gli ricorda anche che il Nautilus è solo uno strumento di morte. Jean, scosso, si confida con Electra e la donna gli spiega che ciò che il capitano ha voluto fargli capire è che la scienza non è sempre positiva, come Jean ha sempre creduto, ma può essere buona o cattiva a seconda di chi ne fa uso. Il ragazzo riflette su ciò che ha appreso, anche confidandosi con Nadia, e conclude che il Nautilus è un esempio di scienza buona, perché sente che il capitano Nemo è una brava persona. |                   |                   |
| 12 | Una gita sulla terraferma / Il primo amore di Grandis 「グランディスの初恋」 - Gurandisu no hatsukoi | 6 luglio 1990     | 26 luglio 1991    |
| 12 | Il capitano Nemo, dietro richiesta di Jean e gli altri, organizza una battuta di caccia su un'isola. L'equipaggio, incuriosito da un comportamento tanto insolito, ipotizza che il capitano Nemo ricambi l'interesse di Grandis e ciò scatena la gelosia di Electra; ne risulta una serie di divertenti battibecchi tra le due donne. Quella sera, attorno al fuoco, Grandis racconta a Nadia e a Marie la propria storia: Grandis proviene da una famiglia ricchissima, ma un giorno conobbe un uomo, se ne innamorò e si fidanzò con lui nonostante il padre fosse contrario; il giovane si rivelò in effetti un truffatore e rubò l'intero patrimonio della famiglia di Grandis. Quest'ultima perse l'affetto del padre e tutto ciò che aveva, tranne Sanson e Hanson, i soli servitori che le rimasero fedeli, e uno scrigno di gioielli ereditato dalla madre che le permise di tirare avanti. Da allora, Grandis vive solo per conquistare pietre preziose, le sole cose a non averla mai tradita, ma assicura anche Nadia di non avere più intenzione di rubarle la pietra azzurra perché il suo cuore ora è tutto per il capitano Nemo; Grandis conclude facendo notare a Nadia che Jean prova per lei qualcosa di più di semplice amicizia e la esorta ad essere più gentile con lui. Intanto gli uomini del gruppo fanno ritorno con un cucciolo di cerbiatto abbattuto durante la battuta di caccia, e questo scatena la rabbia e il pianto di Nadia che, fortemente contrariata dalla crudeltà di questa azione e dall'insensibilità dei suoi compagni, si allontana da sola, seguita dal solo King. In quel momento, la pietra azzurra si illumina: è il segnale che un nuovo pericolo si sta avvicinando. |                   |                   |
| 13 | Marie è in pericolo / Corri, Marie! 「走れ！マリー」 - Hashire! Marī | 13 luglio 1990    | 29 luglio 1991    |
| 13 | Marie si diverte ad esplorare da sola con King l'isolotto e trova una linea ferroviaria; camminando a lungo e seguendo i binari anche quando questi si dividono in più direzioni, finisce con l'imbattersi nei soldati di Neo Atlantide. Nadia, nel frattempo, ancora arrabbiata con Jean, si rende conto che Marie e King sono scomparsi, e questo induce i ragazzi a mettere da parte la discussione. La bambina, che scappando impaurita dai soldati si era persa, viene trovata per caso da Sanson; i due vengono però subito attaccati da uno strambo macchinario Neo Atlantideo simile ad un granchio, ma dopo una fuga rocambolesca, e anche grazie ad un carro posizionato sui binari, riescono a sfuggirgli e a tornare sani e salvi all'accampamento. Il Nautilus, frattanto, ha localizzato il Garfish, il sommergibile di Gargoyle, e si prepara alla partenza. Il robottone Neo Atlantideo insegue Sanson e Marie fino all'accampamento; ne esce un soldato ferito. Questi punta il fucile contro Nadia, al che il capitano Nemo lo uccide prontamente a sangue freddo con un colpo di pistola, lasciando la ragazza totalmente inorridita. |                   |                   |
| 14 | Il salvataggio / La valle del Dinichthys 「ディニクチスの谷」 - Dinikuchisu no tani | 20 luglio 1990    | 31 luglio 1991    |
| 14 | Il Nautilus parte all'inseguimento del Garfish e ciò scatena l'ennesima discussione tra Nadia e Jean: la ragazza, infatti, al contrario dell'amico non ha perdonato il capitano Nemo per l'uccisione del soldato nemico. Nel frattempo si scopre che Marie, dopo essere collassata per terra all'improvviso, aveva contratto una grave febbre tropicale e l'unica cura è un'alga, per recuperare la quale il Nautilus dovrà tuttavia abbandonare temporaneamente la caccia al Garfish. Nemo, inizialmente, rifiuta di cambiare la rotta, ma quando anche Nadia viene contagiata dalla stessa malattia, decide di mettersi in cerca dell'alga; Electra è delusa, ma alla fine si rende conto che sacrificare le vite di Nadia e Marie pur di distruggere il Garfish non sarebbe meno disumano delle atrocità commesse da Neo Atlantide. Raggiunta la scogliera su cui cresce l'alga, il capitano Nemo, Jean, Hanson, Sanson e persino King, indossati gli scafandri, escono tutti all'esterno per recuperarla, ma si scontrano con un Dinichtys, un gigantesco e feroce pesce preistorico; grazie alle conoscenze del capitano, il gruppo riesce a sfuggire all'enorme animale e a recuperare l'alga, curando per tempo Nadia e Marie e salvando quindi loro la vita. |                   |                   |
| 15 | Il Nautilus fra due fuochi / La più grande crisi del Nautilus 「ノーチラス最大の危機」 - Nōchirasu saidai no kiki | 27 luglio 1990    | 2 agosto 1991     |
| 15 | Il Nautilus riprende la caccia al Garfish e Jean stringe amicizia con uno dei marinai, Fate, il quale gli lascia in dono dei fiori da regalare a Nadia. Jean e Nadia trovano la targa commemorativa del varo del Nautilus sulla quale è riportata un'ulteriore iscrizione in una lingua sconosciuta che tuttavia Nadia riesce a leggere perfettamente; la scritta celebra il varo di un vascello di nome Erytrium che è stato "lanciato nello spazio nell'anno siderale 7962". Il Nautilus trova finalmente il Garfish, ma viene attaccato e subisce gravi danni, dovendo riemergere; il sottomarino viene così avvistato dalle navi della flotta degli Stati Uniti, che anch'esse lo attaccano come forma di ritorsione per l'affondamento della Abraham (crimine commesso in realtà dal Garfish), danneggiando ancora di più il Nautilus. Durante i lavori di riparazione, una nube di gas letale invade una delle sale macchina, uccidendo i tre marinai che vi lavoravano; tra di essi c'è anche Fate. Più tardi, sul ponte, Jean e Nadia gettano in mare dei fiori in memoria di Fate e dei suoi compagni e Jean, sconvolto e in lacrime, si scaglia contro l'assurdità della guerra. |                   |                   |
| 16 | Il mistero del continente perduto / Il segreto del continente scomparso 「消えた大陸の秘密」 - Kieta tairiku no himitsu | 24 agosto 1990    | agosto 1991       |
| 16 | Nadia, profondamente scossa dalla morte di Fate, si interroga sui poteri della pietra azzurra e sulla sua misteriosa importanza. Nemo annuncia che i marinai saranno sepolti ad Atlantide, il misterioso continente che si trova sepolto nelle profondità degli abissi, e per aprire il passaggio il capitano utilizza il potere di una seconda pietra azzurra che custodisce in segreto. Jean inizia ad esplorare in lungo e in largo, e assieme a Nadia ammira incuriosito ciò che resta del leggendario continente, ormai completamente in rovina, scorgendo tra l'altro l'originale torre di Babele, che Gargoyle aveva cercato di replicare. I protagonisti arrivano in un enorme cimitero, la "cattedrale sommersa", dove sono sepolti tutti coloro che sono periti nella lotta contro Neo Atlantide; al centro si trova una gigantesca pietra azzurra. Echo, l'addetto al sonar del Nautilus, svela a Jean di essere l'unico superstite del naufragio della Ile Le Havre, una nave affondata tempo prima da Neo Atlantide; il capitano era Raoul Luc Lartigue, ovvero nientemeno che il padre di Jean. Il ragazzo, affranto, comprende dalle sue parole che il padre è morto e la sua ricerca fino a quel momento è stata vana. L'equipaggio al completo, riunito in un momento molto solenne celebrato anche con dei canti, tributa l'ultimo omaggio alle tombe dei tre marinai periti, dopodiché il Nautilus riprende il mare. |                   |                   |
| 17 | La nuova invenzione di Jean / La nuova invenzione di Jean 「ジャンの新発明」 - Jan no shin hatsumei | 31 agosto 1990    | agosto 1991       |
| 17 | Jean è stanco di essere trattato come un bambino dall'equipaggio del Nautilus e chiede al capitano Nemo di essere integrato come membro effettivo, ma il capitano rifiuta per non fare di lui un assassino. Il ragazzo chiede sia ad Electra che a Grandis di intercedere per lui, ma entrambe non vogliono farlo, la prima perché dello stesso parere di Nemo e la seconda perché ritiene che se Jean vuole dimostrare di essere un vero uomo deve riuscirci con le proprie forze, senza appoggiarsi a nessuno. Jean, allora, decide di costruire una nuova macchina volante per provare a tutti il suo valore, ma si rende ben presto conto di non poter fare tutto da solo e chiede aiuto ad Hanson; con il suo aiuto, il ragazzo riesce a realizzare un elicottero e porta Nadia a fare un volo sotto gli sguardi ammirati dell'intero equipaggio del Nautilus. |                   |                   |
| 18 | Ritorno alla base / Nautilus contro Nautilus 「ノーチラス対ノーチラス号」 - Nōchirasu tai Nōchirasu-gō | 7 settembre 1990  | agosto 1991       |
| 18 | Un gruppo di membri dell'equipaggio del Nautilus sbarca a terra per raccogliere informazioni sugli spostamenti del Garfish, ma non ricevono alcuna notizia e deducono che Neo Atlantide ha interrotto gli attacchi alle navi per dedicarsi a nuovi progetti. Il Nautilus ha però un problema più urgente: ha esaurito le scorte di pezzi di ricambio a causa delle riparazioni che ha dovuto effettuare in seguito agli scontri recenti e il capitano Nemo ordina di fare rotta verso la loro base segreta, situata in una caverna sotto l'Antartide. Nei pressi della base, il Nautilus affronta dapprima un'eruzione vulcanica sottomarina e quindi un gigantesco mollusco preistorico; grazie ad un'idea di Jean, che suggerisce di usare scariche elettriche ad alto voltaggio, il Nautilus riesce a sbarazzarsi del mostro e ad arrivare a destinazione. |                   |                   |
| 19 | L'amico del capitano / L'amico di Nemo 「ネモの親友」 - Nemo no shinyū | 14 settembre 1990 | agosto 1991       |
| 19 | Il Nautilus è arrivato alla sua base segreta e i ragazzi hanno modo di ammirare ancora una volta l'incredibile tecnologia di Atlantide. Il capitano Nemo introduce Jean alla teoria della deriva dei continenti e porta i ragazzi a conoscere la balena Ilion, con cui l'uomo riesce a comunicare telepaticamente. Nadia scopre di riuscire a conversare con il cetaceo nello stesso modo e Ilion, dotato di un'intelligenza superiore, le spiega che ciò è possibile grazie al potere della pietra azzurra. Ilion racconta a Nadia di avere ben ventimila anni e di aver avuto così modo di osservare lo sviluppo del genere umano, di cui ammira la complessità; egli spiega inoltre di essere ormai giunto alla fine della propria vita e Nemo ha voluto condividere con lui l'amicizia con Jean e Nadia come ultimo dono. Ilion, infine, rivela la a Nadia che molto presto potrà finalmente conoscere suo padre e incontrerà anche suo fratello. |                   |                   |
| 20 | Un tragico errore / Il fallimento di Jean 「ジャンの失敗」 - Jan no shippai | 21 settembre 1990 | agosto 1991       |
| 20 | Jean collauda un razzo da lui inventato, ma l'apparecchio esplode e ciò permette ad un Garfish d'individuare il Nautilus; il sottomarino riesce a distruggere il Garfish, ma Jean si prende comunque una sonora lavata di capo da Nemo. Nadia, oltraggiata, si scaglia contro il capitano e dichiara di odiarlo con tutto il cuore; per tutta risposta, Nemo la schiaffeggia e le ordina di non parlare mai più di odio. Grandis spiega a Nadia che i comportamenti degli adulti spesso possono apparire incomprensibili ai ragazzi, ma c'è comunque sempre una valida ragione dietro di essi e con il tempo Nadia capirà che Nemo ha agito così per il bene di Jean. Nadia è gelosa di Jean ed Electra e ciò scatena un nuovo battibecco tra i due ragazzi; Electra se ne accorge e aiuta Nadia a fare chiarezza nei propri sentimenti. La donna racconta anche a Nadia la propria storia: tredici anni prima, Gargoyle distrusse la sua città e uccise tutta la sua famiglia. Electra fu salvata assieme a pochi altri dal capitano Nemo e tutti insieme realizzarono il Nautilus per fermare i folli piani di Neo Atlantide. Più tardi, Electra suggerisce al capitano Nemo che i ragazzi sarebbero più al sicuro se fossero sbarcati, ma la discussione è interrotta dall'arrivo della flotta di Neo Atlantide: il Nautilus è sotto attacco. |                   |                   |
| 21 | Nautilus addio / Addio, Nautilus 「さよなら⋯ノーチラス号」 - Sayonara… Nōchirasu-gō | 26 ottobre 1990   | agosto 1991       |
| 21 | La flotta di Neo Atlantide sferra un attacco di inaudita potenza contro il Nautilus. Dopo aver resistito ad un primo assalto, il Nautilus viene catturato da un immenso campo magnetico generato dalla nave aerea di Neo Atlantide e intrappolato sotto il tiro di alcuni cannoni. Le armi sono congegni ad energia vibrazionale e colpiscono più volte il Nautilus, distruggendolo a poco a poco; Electra, a questo punto, propone di autodistruggere il Nautilus, ma il capitano Nemo rifiuta. Nonostante l'estremo ed eroico contrattacco del Gratan pilotato da Grandis, Hanson e Sanson, il Nautilus, ormai quasi ridotto ad un relitto, affonda nell'oceano. |                   |                   |
| 22 | La vendetta di Electra / Il tradimento di Electra 「裏切りのエレクトラ」 - Uragiri no Erekutora | 2 novembre 1990   | agosto 1991       |
| 22 | Il Nautilus viene bersagliato dalla flotta dei Garfish; senza più possibilità di contrattaccare, il capitano Nemo fa smembrare il sottomarino in più unità e fa esplodere quelle non più utilizzabili, annientando i Garfish, ma il Nautilus finisce alla deriva a causa di una corrente sottomarina. Gargoyle, soddisfatto, fa rapporto al capo supremo di Neo Atlantide, un certo imperatore Neo. Nemo rinchiude Nadia, Jean, King e Marie nella sua cabina, in realtà una capsula di salvataggio, e si prepara a sganciarla, ma si trova faccia a faccia con Electra, piena di rancore, che gli spara, ferendolo ad un braccio. I ragazzi odono lo sparo; attraverso l'interfono, Jean e Nadia ascoltano le parole di Electra e scoprono tutta la verità sul capitano Nemo e Atlantide. Anni prima, Electra viveva assieme alla sua famiglia nella città atlantidea di Tartesso, la quale era governata da un re che altri non è che lo stesso Nemo. Tartesso fu vittima di un colpo di stato ordito da Gargoyle, che sostenne l'ascesa al potere del giovane imperatore Neo per poter attivare la torre di Babele ed usarne il potere per conquistare il mondo. L'attivazione della torre spazzò via Tartesso ed Electra fu trovata da Nemo, che la prese con sé assieme ai pochi altri superstiti. Electra si innamorò di lui, ma un giorno scoprì che era stato proprio Nemo, in un estremo tentativo di fermare Gargoyle, ad innescare la distruzione della torre di Babele e quindi di Tartesso. Electra lo odiò per questo, ma decise di accettare la realtà e di rassegnarsi al fatto che Nemo non ricambiava il suo amore; vedere però Nemo donare a Nadia lo stesso affetto paterno datole in passato, e che tutto ciò lo distolga pure dalla vendetta contro Gargoyle, è per lei un dolore insopportabile. Nemo le spiega di averle impedito di autodistruggere il Nautilus per salvarla e le fa capire che nessuno può vivere di solo odio; devastata, Electra rinuncia a vendicarsi. Il capitano Nemo sgancia la capsula di salvataggio e Jean, Nadia, King e Marie si allontanano dai resti del Nautilus; Nadia attiva casualmente un ologramma che mostra Nemo all'epoca in cui era re di Tartesso assieme alla sua famiglia e, sconvolta e commossa, comprende che il capitano è il suo vero padre. |                   |                   |
| 23 | L'isola deserta / I piccoli naufraghi 「小さな漂流者」 - Chīsa na hyouryuusha | 9 novembre 1990   | agosto 1991       |
| 23 | Jean, Nadia, Marie e King naufragano su un'isola deserta al largo dell'Africa; sulla spiaggia trovano anche i resti abbandonati di un Garfish e si adattano a cibarsi dei viveri avanzati sul sottomarino. Passato il primo attimo di sconforto, Nadia si scopre felice di trovarsi in un ambiente naturale, lontano dalle persone, in cui la ragazza ha perso oramai fiducia, e vorrebbe trascorrere lì il resto della vita. |                   |                   |
| 24 | Vita da naufraghi / L'isola di Lincoln 「リンカーン島」 - Rinkān-shima | 16 novembre 1990  | agosto 1991       |
| 24 | Nadia, decisa a rimanere sull'isola, pretende di imporre nuovi ritmi di vita ai compagni. Jean cerca di farla ragionare e di spiegarle che devono organizzarsi in attesa dei soccorsi, ma Nadia ha deciso di tagliare i ponti con la civiltà e preferisce piuttosto andarsene a vivere da sola nella giungla. Jean, Marie e King decidono di lasciarla fare e mettono in piedi un piccolo accampamento con ciò che trovano nella capsula di salvataggio. Nadia si introduce di nascosto nel campo per procurarsi del cibo; sfortunatamente, tutto ciò che riesce a trovare sono delle scatolette e non riesce ad aprirle, così, alla fine, è costretta a tornare dagli altri. |                   |                   |
| 25 | Il primo bacio / Il primo bacio 「はじめてのキス」 - Hajimete no kisu | 30 novembre 1990  | 1º settembre 1991 |
| 25 | Jean prepara delle omelette con delle uova e della carne che è riuscito a procurarsi, ma Nadia, testardamente, rifiuta di mangiare in quanto vegetariana. La ragazza, in preda ai morsi della fame, mangia degli spinaci avariati da una delle scatolette e si sente male. Jean, insieme alla piccola Marie, si inoltra nella giungla per procurarsi delle erbe medicinali per curare Nadia; trovano una caverna e vi entrano, perché in quel momento inizia a piovere, dopodiché il ragazzo ordina alla bambina di aspettarlo lì mentre lui ne esplora l'interno. Dopo una breve escursione, Jean trova degli strani funghi e inizia a mangiarli, senza sapere che si tratta di funghi allucinogeni. In preda alle visioni, Jean sviene e Marie lo riporta al campo. Nadia, che nel frattempo si è ripresa, si rende conto di quanto Jean abbia fatto per lei e lo bacia colma di gratitudine. |                   |                   |
| 26 | King, leone incompreso / King tutto solo 「ひとりぼっちのキング」 - Hitori botchi no Kingu | 7 dicembre 1990   | 2 settembre 1991  |
| 26 | Il carattere di Nadia si è molto addolcito, ma in occasione di un altro bacio si rende conto che Jean non ricorda nulla del primo perché il ragazzo non era in sé a causa dei funghi allucinogeni, e si infuria. King è geloso del rapporto tra i due ragazzi e scappa dal campo: sarà Jean a ritrovarlo e a convincerlo a tornare con il gruppo. Il ragazzo trova anche, del tutto casualmente, un pozzo di petrolio e lo utilizza per realizzare una macchina volante per aiutare Nadia a raggiungere l'Africa, così da farsi perdonare; l'invenzione, tuttavia, si rivela un fallimento e i ragazzi si ritrovano al punto di partenza. Jean è scoraggiato, ma decide di non darsi per vinto e ritentare. Marie aiuta Nadia a prendere coscienza del fatto che è ormai innamorata di Jean. |                   |                   |
| 27 | L'isola delle streghe / L'isola della strega 「魔女のいる島」 - Majo no iru shima | 14 dicembre 1990  | 3 settembre 1991  |
| 27 | Un violento tifone rade al suolo l'accampamento e spinge verso terra un'altra isola. I ragazzi la esplorano e subito notano molte stranezze, tra cui la presenza di più ecosistemi, come deserti e zone rocciose, e piante che non dovrebbero trovarsi a quelle latitudini, come pini e abeti. I protagonisti si imbattono poi in Ayrton, lo scienziato che avevano conosciuto sulla nave americana Abraham, naufragato sull'isola in seguito ad uno scontro della sua nave con un Garfish. Il gruppo viene poi attaccato da un gigantesco mostro preistorico. |                   |                   |
| 28 | L'isola mobile / L'isola alla deriva 「流され島」 - Nagasare shima | 21 dicembre 1990  | 4 settembre 1991  |
| 28 | Il mostro si rivela essere in realtà il Gratan camuffato con a bordo Grandis, Hanson e Sanson, sopravvissuti all'attacco di Neo Atlantide; il trio approdò sull'isola dopo diversi giorni alla deriva e lì si imbatté in Ayrton, con il quale cominciarono una difficile convivenza. I protagonisti si adattano, con qualche difficoltà, a vivere tutti insieme sull'isola; Jean e Nadia, che si sentono in colpa per il modo in cui si comportano l'uno verso l'altra, si fanno dare dei consigli da Grandis, Hanson e Sanson. Jean è imbarazzato e confuso perché non sa se dare retta a Sanson, che sostiene che il modo migliore per conquistare una ragazza sia la prestanza fisica, oppure ad Hanson, il quale è convinto che sia l'intelligenza il metodo di seduzione più efficace. Ciò crea delle tensioni tra Hanson e Sanson. |                   |                   |
| 29 | King contro King / King contro King 「キング対キング」 - Kingu tai Kingu | 11 gennaio 1991   | 5 settembre 1991  |
| 29 | Per stemperare la tensione tra Sanson e Hanson, Ayrton propone di organizzare una gara tra due robottini dalle sembianze di King. Nadia racconta a Jean e Marie il motivo per cui è diventata vegetariana: da bambina, quando ancora viveva con il circo, assisté all'abbattimento di uno degli animali, divenuto troppo vecchio per esibirsi, e ne rimase tanto sconvolta che da quel giorno rifiutò di mangiare carne e divenne capace di comprendere il linguaggio delle creature selvatiche. Sanson e Hanson si sfidano con i loro robottini, ma le due macchine, essendo state costruite entrambe da Hanson, sono identiche, perciò perfettamente alla pari; di conseguenza, la gara si conclude senza vincitori né vinti. |                   |                   |
| 30 | Labirinto al centro della Terra / Il labirinto sotterraneo 「地底の迷路」 - Chitei no meiro | 25 gennaio 1991   | 6 settembre 1991  |
| 30 | I protagonisti discutono su cosa faranno una volta che saranno riusciti a lasciare l'isola; Jean vorrebbe aiutare Nadia a raggiungere l'Africa e Hanson osserva che forse è proprio il passato difficile che la ragazza ha avuto a renderla così insicura. Grandis e Ayrton prendono il Gratan per andare a raccogliere dell'uva; Hanson e Sanson si infuriano, credendo che i due siano andati a farsi una gita romantica, e vanno a cercarli. Jean e Nadia cercano la capra della ragazza e scoprono per caso che l'isola è artificiale e nasconde un'immensa base sotterranea. Durante l'esplorazione, la pietra azzurra inizia improvvisamente a brillare e Nadia svanisce, lasciando Jean da solo. In quel momento, l'intera isola è scossa da un violento terremoto e un'aurora polare compare inspiegabilmente nel cielo. |                   |                   |
| 31 | L'addio a Noè Rosso / Addio, Red Noah 「さらば、レッドノア」 - Saraba, Reddo Noa | 1º febbraio 1991  | 7 settembre 1991  |
| 31 | Nadia parla con l'intelligenza artificiale dell'isola: essa è in realtà una fortezza atlantidea di nome Red Noah e saluta Nadia quale principessa di Atlantide e legittima erede della pietra azzurra. Red Noah racconta di essere stato costruito da una razza aliena, gli Atlantidi, che giunsero sulla Terra centinaia di migliaia di anni prima e vi ricostruirono la loro civiltà. Essa cadde ben presto a causa dell'arroganza degli Atlantidi, che usarono le loro tecnologie per guerre fratricide; i pochi Atlantidi superstiti fondarono una nuova colonia, che tuttavia andò anch'essa distrutta a causa del potere della pietra azzurra. Nadia è l'ultima discendente della stirpe reale degli Atlantidi e Red Noah si prepara a partire e a portarla via con sé per ricostruire Atlantide. Hanson, osservando i fenomeni che sconvolgono da qualche tempo l'isola, giunge alla conclusione che essa sta per inabissarsi; i protagonisti si preparano dunque a fuggire a bordo del Gratan prima che sia troppo tardi, ma Jean decide di tornare nei sotterranei per salvare Nadia. La ragazza, intanto, disgustata da tutte le morti e le tragedie causate dalla pietra azzurra, decide di rinunciare al diritto di possedere il gioiello; Red Noah le permette di andarsene e inserisce nella pietra azzurra la rotta per raggiungere Tartesso, il luogo di origine della ragazza, ma le ricorda anche che non potrà sfuggire per sempre al suo destino. Nadia si riunisce a Jean e agli altri e tutti insieme lasciano Red Noah, che si inabissa definitivamente. Anche Neo Atlantide ha seguito il risveglio di Red Noah e i protagonisti fanno in tempo a vedere un Garfish avvicinarsi per inseguire la fortezza. |                   |                   |
| 32 | Avventura in Africa / Il primo amore di Nadia…? 「ナディアの初恋⋯？」 - Nadia no hatsukoi…? | 8 febbraio 1991   | settembre 1991    |
| 32 | Jean chiede a Nadia di raccontargli cos'è successo dentro Red Noah, ma la ragazza, rimasta molto scossa nello scoprire di non essere umana, non se la sente di parlarne. Durante la notte, il Gratan si imbatte nella nave aerea di Gargoyle, che attacca il Gratan, ma i protagonisti riescono a sfuggirle e ad arrivare in un villaggio africano. Nadia si prende una cotta per Hama Hama, un ragazzo indigeno che sembra conoscere molto bene la pietra azzurra. Hama Hama le spiega che la pietra azzurra somiglia molto a quelle che indossavano i re del "Regno d'Argento", che erano in buoni rapporti con la tribù di Hama Hama. I re di quel regno donarono alla tribù una colonna d'argento in segno d'amicizia e il villaggio è regolarmente funestato da avventurieri intenzionati a rubarla. Nadia riesce a leggere le iscrizioni in lingua atlantidea sulla porta del santuario che custodisce la colonna: si tratta di una profezia che afferma che il potere delle pietre azzurre si abbatterà sul genere umano per tre volte. Hama Hama capisce che Nadia proviene da Tartesso e le svela che la città non è lontana da dove si trovano ora. King viene rapito dall'avventuriero Gonzales, che fu il primo amore di Grandis: in cambio della sua liberazione, Gonzales pretende la statua d'argento. |                   |                   |
| 33 | Operazione di salvataggio / Il salvataggio di King 「キング救助作戦」 - Kingu kyūjo sakusen | 15 febbraio 1991  | settembre 1991    |
| 33 | Grandis decide di vedersela lei stessa con Gonzales e Nadia chiede ad Hama Hama di liberare King; Jean ci rimane male, ma Hanson e Sanson lo incoraggiano a fare lo stesso qualcosa per dimostrare a Nadia il suo valore. Il piano di Nadia e Grandis fallisce perché Grandis si lascia sedurre da Gonzales e l'avventuriero prende in ostaggio anche le due ragazze. Il problema è che la cosiddetta colonna d'argento è in verità un barattolo di cibo in scatola, di conseguenza non c'è possibilità di fare alcuno scambio. I protagonisti mettono a punto un piano e con la collaborazione di Hama Hama riescono a liberare Nadia, Grandis e King. Tutto si è risolto per il meglio e gli amici riprendono il viaggio grazie agli abitanti del villaggio, che indicano loro la direzione per Tartesso. |                   |                   |
| 34 | - / La mia adorata Nadia 「いとしのナディア」 - Itoshi no Nadia | 22 febbraio 1991  | 2010              |
| 34 | Jean, per riconquistare l'amore di Nadia, costruisce un'incredibile macchina musicale per suonarle senza successo una sorta di serenata. |                   |                   |
| 35 | Buon compleanno, Nadia / Il segreto della pietra azzurra 「ブルー・ウォーターの秘密」 - Burū Uōtā no himitsu | 1º marzo 1991     | settembre 1991    |
| 35 | I protagonisti arrivano ad un lago e la pietra azzurra inizia a brillare; Nadia, in uno stato di parziale trance e utilizzando il potere del gioiello, guida i compagni nel relitto di un'immensa nave spaziale nascosta sotto il lago. Superato l'ingresso, Nadia riacquista tutti i ricordi relativi al passato della sua gente, gli Atlantidi, e lo racconta ai compagni. Gli Atlantidi giunsero sulla Terra su più navi spaziali, ovvero la "Cattedrale Sommersa", il Red Noah e quella in cui i protagonisti si trovano ora, il Blue Noah; i superstiti del Blue Noah si stabilirono in Africa e fondarono Tartesso. Nadia rivela ai compagni di essere l'ultima principessa di quel regno e apre le porte della città. Guardando le rovine di Tartesso e sapendo che la causa di tutta quella distruzione è la pietra azzurra, Nadia cade in preda allo sconforto e si convince di meritare il peso di quel terribile potere; Jean cerca di farle comprendere che il potere della pietra dipende dalla natura di chi ne fa uso e sa che Nadia lo utilizzerà per fare del bene perché è una persona buona. Nadia, allora, rivela all'amico che gli Atlantidi sono alieni e quindi lei stessa non è umana; convinta di non essere nient'altro che un mostro, Nadia cerca di togliersi la vita gettandosi nel vuoto, ma la pietra azzurra attutisce la caduta, salvandola. Nadia si prende una sonora ramanzina da tutti per quello che ha fatto e capisce infine che i suoi amici le vogliono bene per la persona che è. Infine, i protagonisti trovano una stele che commemora la nascita di Nadia, scoprendo così che il compleanno della ragazza è proprio quel giorno e tutti insieme le fanno mille auguri; Nadia, commossa, ringrazia tutti. |                   |                   |
| 36 | Il ritorno del capitano Nemo / Il nuovo Nautilus 「万能戦艦Ｎ-ノーチラス号」 - Ban'nō senkan ēnu - Nōchirasu-gō | 8 marzo 1991      | settembre 1991    |
| 36 | Gargoyle attacca i protagonisti e costringe Nadia a consegnarsi a lui assieme alla pietra azzurra. Jean e gli altri vengono tratti in salvo da Electra, che li conduce a bordo del nuovo Nautilus, dove si riuniscono al capitano Nemo e al resto della ciurma del vecchio sommergibile; il nuovo Nautilus è l'antica astronave da guerra atlantidea Excelion ed è così potente da abbattere con un solo colpo la Deus Ex Machina, una delle più imponenti navi della flotta di Neo Atlantide. Nemo contatta Gargoyle e gli intima di riconsegnargli Nadia; Gargoyle, sapendo che Nemo non vorrà distruggere la sua nave con Nadia a bordo, rifiuta, pretendendo in cambio della liberazione della ragazza la pietra azzurra in possesso di Nemo. Il capitano, per tutta risposta, sfida Gargoyle a prendersi da sé il gioiello; Gargoyle accetta e la pietra azzurra viene immediatamente teletrasportata nelle sue mani sotto gli occhi allibiti di Nemo, Jean e gli altri. Nemo capisce così che Neo Atlantide ha nelle sue mani un'altra persona in grado di disporre del potere delle pietre azzurre: suo figlio Neo, il fratello di Nadia. |                   |                   |
| 37 | L'imperatore Neo / L'imperatore Neo 「ネオ皇帝」 - Neo-kōtei | 29 marzo 1991     | settembre 1991    |
| 37 | Gargoyle porta Nadia al cospetto dell'imperatore Neo e quest'ultimo s'impossessa della pietra azzurra della ragazza; l'obbiettivo di Gargoyle è usare il potere delle pietre azzurre per riattivare Red Noah, con il potere del quale sottometterà il mondo intero. Il capitano Nemo ed Electra spiegano a Jean che sia il vecchio Nautilus che la Excelion sono in realtà navi spaziali atlantidee; il vecchio sommergibile Nautilus, in particolare, era in origine un'astronave chiamata Erytrium. La Excelion è in grado di competere con il Red Noah perché equipaggiata con lo stesso tipo di motore, molto più potente di quello del vecchio Nautilus. Gargoyle porta Nadia sul Red Noah e le svela che la razza umana è stata creata dagli Atlantidi a partire con le scimmie con la manipolazione genetica; prima dell'uomo, gli Atlantidi fecero degli esperimenti e crearono animali dotati di intelligenza superiore, come la balena Ilion. A bordo della Excelion, anche Jean viene messo al corrente della verità dal capitano Nemo ed Electra. Il Red Noah raggiunge Parigi e l'imperatore Neo impone al mondo intero di sottomettersi a Neo Atlantide; la Excelion parte per porre fine una volta per tutte ai piani della terribile organizzazione. |                   |                   |
| 38 | La battaglia / Verso lo spazio 「宇宙（そら）へ⋯」 - Sora he... | 5 aprile 1991     | settembre 1991    |
| 38 | La Excelion attacca il Red Noah, ma i Neo Atlantidi hanno la meglio e bombardano Parigi, distruggendo la Torre Eiffel; gli eroi riescono tuttavia a penetrare le difese del Red Noah il tempo necessario per permettere al Gratan di introdursi a bordo della nave nemica e sabotarla dall'interno. Gargoyle dà quindi ordine di sferrare il suo attacco contro i terrestri utilizzando la luce della Torre di Babele, che verrà lanciata attraverso un satellite di nome "Lucifer" in orbita attorno alla Terra; la battaglia tra la Excelion e il Red Noah prosegue nello spazio. La Excelion riesce ad assorbire il terribile colpo della luce di Babele, salvando il pianeta. Grandis, Sanson e Hanson, a bordo del Gratan, riescono a danneggiare il nucleo energetico del Red Noah, neutralizzando lo scudo protettivo della nave nemica. La Excelion penetra all'interno del Red Noah e Nemo, Electra e Jean vi si introducono per trovare Nadia. Nemo e Gargoyle si trovano così faccia a faccia e si rivolgono l'un l'altro con i loro rispettivi veri nomi: Nemo è Elusys Ra Arwol, Re di Tartesso, e Gargoyle è Nemesis Ra Algol, il Primo Ministro. Gargoyle intende punire Nemo per aver voluto lasciare il controllo della Terra agli umani e lo fa colpire da Nadia, controllata mentalmente dal capo di Neo Atlantide. Nemo prega Jean di fermare Nadia prima che sia troppo tardi, ma il ragazzo non ha il coraggio di spararle. |                   |                   |
| 39 | Le pietre azzurre / Eredita le stelle 「星を継ぐ者⋯」 - Hoshi wo tsugu mono… | 12 aprile 1991    | settembre 1991    |
| 39 | Gargoyle svela che l'imperatore Neo, il cui vero nome è Vinusis Ra Arwol, rimase ucciso nella catastrofe di Tartesso e lui lo riportò in vita fornendogli un corpo robotico; la mente del ragazzo, al pari di quella di Nadia, è sotto il completo controllo di Gargoyle. La Excelion bombarda il centro comandi del Red Noah, annullando il potere di Gargoyle su Neo, e il ragazzo, nuovamente in sé, disattiva il Red Noah che inizia a precipitare nell'atmosfera terrestre, dopodiché distrugge il dispositivo che controlla la mente di Nadia. Neo, il cui corpo è irrimediabilmente danneggiato, muore subito dopo, dicendo addio alla sorella. Gargoyle, furibondo, uccide Jean, ma Nadia decide di usare la propria pietra azzurra e quella di suo padre Nemo per riportarlo in vita. Gargoyle, sapendo che un simile utilizzo esaurirà per sempre il potere delle pietre azzurre, cerca di fermarla, ma viene investito dalla luce delle pietre e rimane ucciso: solo un atlantideo può resistere a tale luce, ma Gargoyle è umano, anche se non l'ha mai saputo, e proprio in quel momento egli lo scopre, rendendosi così conto che tutto ciò che ha fatto fino a quel momento è stato privo di senso. Riportato in vita Jean, il gruppo fa ritorno alla Excelion ma essendo questa troppo danneggiata per volare, il suo equipaggio si trasferisce su un'altra astronave presente nell'hangar del Red Noah stesso, che diviene il terzo Nautilus. Per permettere all'equipaggio di quest'ultima di fuggire, Nemo si sacrifica rimanendo all'interno della Excelion in modo da poterne usare i cannoni per aprire un varco attraverso il quale il terzo Nautilus riesce a salvarsi. Nadia, che ha rinunciato al potere della pietra azzurra, è ora una persona qualunque e inizia una nuova vita con Jean. L'episodio si conclude con un epilogo narrato da Marie, ora diciassettenne, che racconta che cosa accadde dopo la distruzione del Red Noah e di Neo Atlantide: il Nautilus venne fatto affondare al largo del Giappone e l'equipaggio si sciolse. Electra, rimasta incinta del capitano Nemo, ebbe un figlio da lui e lo allevò da sola; Jean e Nadia tornarono a vivere a Le Havre, si sposarono ed ebbero dei figli; Grandis continuò a godersi la vita, pur continuando a cercare il vero amore, e Hanson fondò una casa automobilistica, divenendo uno degli uomini più facoltosi del mondo; Ayrton, che era davvero un conte come aveva sempre sostenuto, ritornò alla tenuta di famiglia; quanto a Marie, si sposò con Sanson, nonostante la grande differenza di età, e i due ebbero un bambino. |                   |                   |